# Holopterini
Los holopterinos (Holopterini) son una  tribu de coleópteros polífagos crisomeloideos de la familia Cerambycidae.

## Géneros
Tiene los siguientes géneros:
- Holopterus Blanchard in Gay, 1851
- Neholopterus Martins & Monné, 1998
- Stenophantes Burmeister, 1861